# Bucher Höhle (Dillberg)
Die Bucher Höhle(n) ist eine künstliche Höhle nahe dem Oberpfälzerischen Postbauer-Heng im Landkreis Neumarkt in der Oberpfalz in Bayern. 

## Lage
Die Höhle befindet sich nördlich von Buch, etwas unterhalb des Plateaus des Dillbergs, etwa 2400 Meter nordöstlich von Postbauer-Heng entfernt. Sie ist die nördlichste Höhle im Karstgebiet K der fränkischen Alb.

## Beschreibung
Die Bucher Höhle wird auch Dillberghöhle oder Silbersandhöhle genannt. Es handelt sich hierbei eigentlich um mehrere künstlich angelegte Höhlen, von denen jedoch nur noch eine leicht zugänglich ist. Die weiteren Höhlen sind zugeschüttet oder stark verstürzt. Die noch zugängliche Höhle hat zwei Eingänge. Das kleine Höhlensystem ist im Inneren verzweigt. Nach der Schneeschmelze oder längeren Regenfällen steht die Höhle teilweise etwas unter Wasser.
Die Höhle ist vom Bayerischen Landesamt für Umwelt als wertvolles Geotop (373G004) ausgewiesen. Im Höhlenkataster Fränkische Alb (HFA) ist sie als Höhle K 44 registriert.

## Geschichte
Die Höhlen wurden in den Wintermonaten zwischen dem Ersten und Zweiten Weltkrieg von Landwirten und deren Knechten in den Sandstein geschlagen. Der gewonnene, feinkörnige Quarzsand wurde mit Fuhrwerken zum Bahnhof Postbauer-Heng gebracht und dort auf Güterwagen verladen. Abnehmer waren Nürnberger Firmen, die den Sand zu Schleifmitteln oder Putzsand verarbeitet haben.
1945 dienten die Höhlen in den letzten Wochen des Krieges als Schutzraum für die Bucher Bevölkerung.

## Zugang
Die Höhle ist ganzjährig frei zugänglich. Der Einstieg ist ebenerdig. Gefahrstellen befinden sich keine in der Höhle.
Zu erreichen ist die Höhle nur zu Fuß über einen Wanderweg von Buch aus, der mit einer weißen 1 auf rotem Grund gekennzeichnet ist. Aufgrund des Höhlenschutzes und der dort überwinternden Fledermäuse ist sie von Oktober bis April nicht zu befahren.

### Bildergalerie

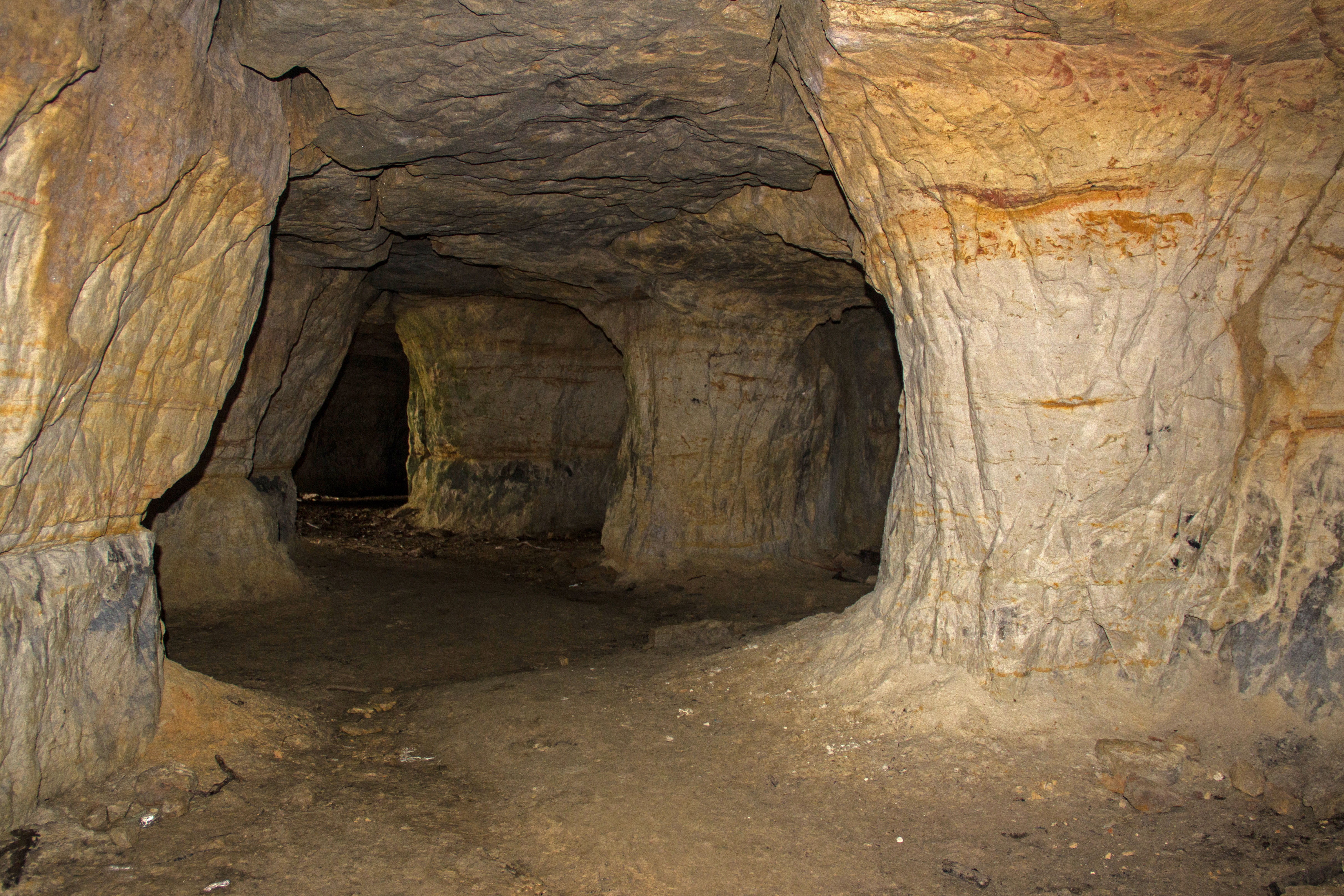
Im Inneren der Bucher Höhle
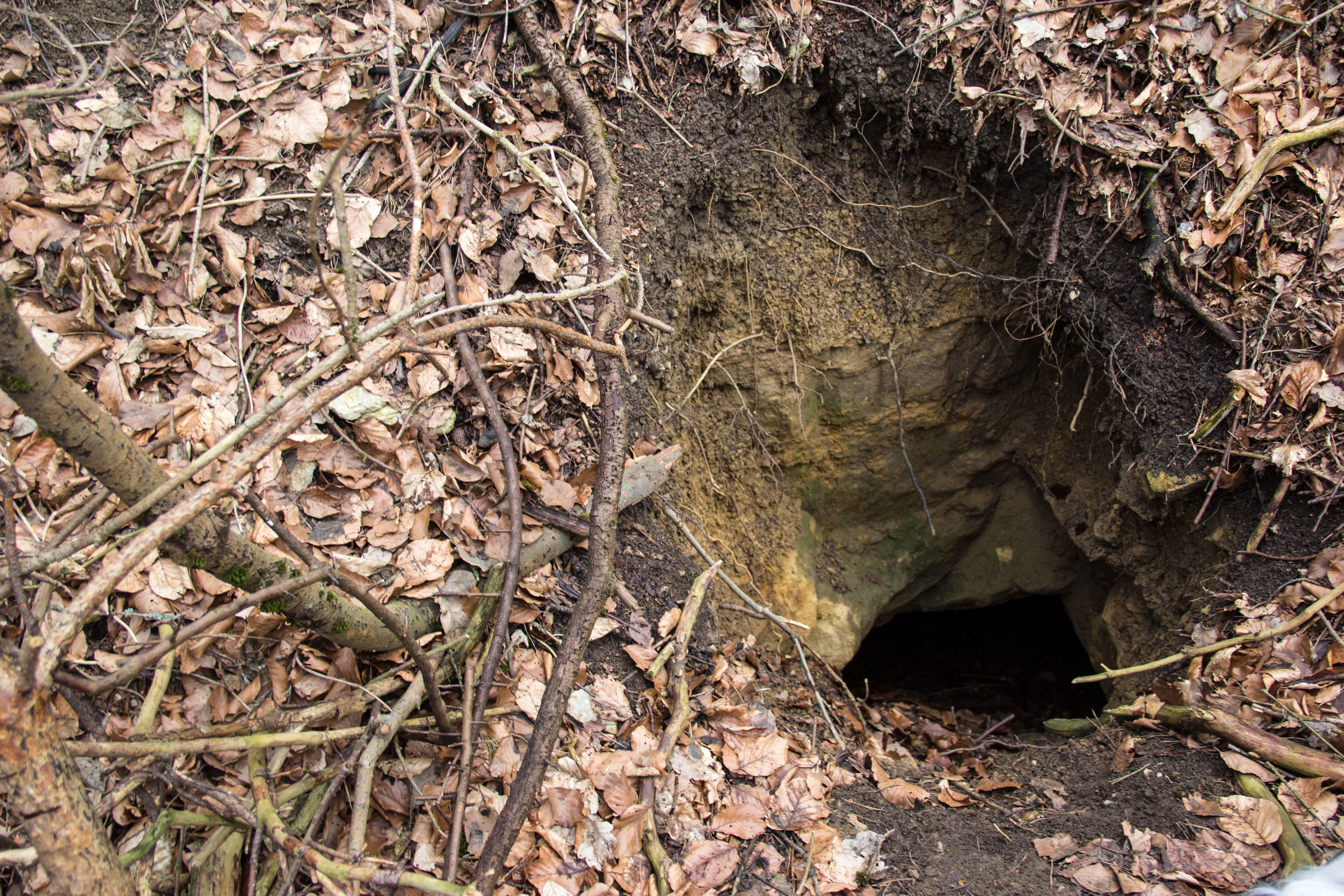
Weitere, schwer zugängliche Höhle
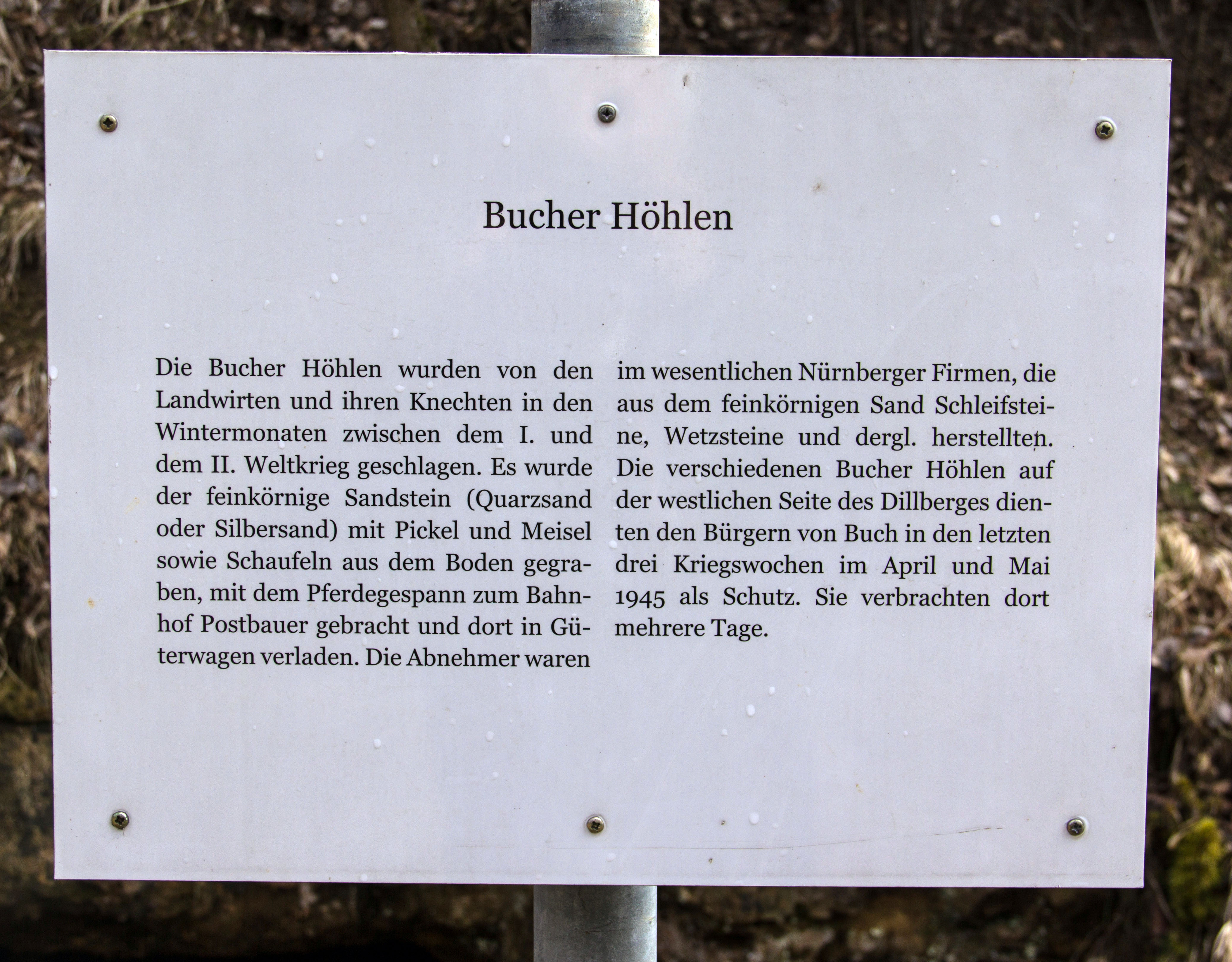
Informationstafel